# Etat Z 23800
Die Fahrzeuge der Baureihe Z 23800 der ehemaligen französischen Staatsbahn Chemins de fer de l’État (ÉTAT) bzw. Z 3800 der 1938 gegründeten SNCF waren elektrische Triebwagen für den schnellen Nahverkehr auf der Bahnstrecke Paris–Brest zwischen Chartres und Le Mans. Ihr Beschleunigungsvermögen und ihre Höchstgeschwindigkeit machten sie zu den leistungsfähigsten Fahrzeugen des Nahverkehrs auf französischen Gleisen.

## Vorgeschichte
Als Auffanggesellschaft wirtschaftlich prekärer Eisenbahnbetriebe war die 1878 gegründete ÉTAT zunächst von geringer wirtschaftlicher Bedeutung. Mit der Verstaatlichung des Netzes der Chemins de fer de l’Ouest (Ouest) wurde sie 1909 eine der großen Eisenbahngesellschaften Frankreichs. Mit den Bahnhöfen Saint-Lazare und Montparnasse der Ouest verfügte sie fortan erstmals über eigene Bahnhöfe in Paris.
Zu den von der Ouest übernommenen Strecken gehörte jene von Paris Montparnasse nach Le Mans, die die ÉTAT 1937 elektrifizierte. Um auf dieser stark befahrenen Hauptbahn die Fernzüge möglichst wenig zu behindern, wünschte die État für den Vorort- und Regionalverkehr Triebwagen mit einem hohen Beschleunigungsvermögen und einer adäquaten Höchstgeschwindigkeit.

## Geschichte und Beschreibung

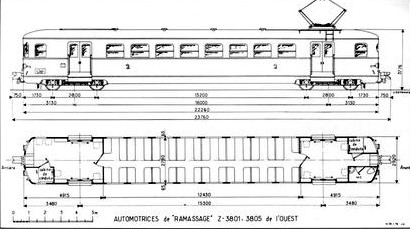
Plan eines Z 23800

Raoul Dautry, damals Generaldirektor der ÉTAT, entwickelte das Konzept der schnellen „Automotrices de ramassage“, die den von Etat E 501–523 bespannten Schnellzügen zu den nächsten Fernzughalten vorauseilen und dabei sämtliche Zwischenbahnhöfe bedienen sollten. Diese elektrischen Triebwagen zeichneten sich durch eine Höchstgeschwindigkeit von 130 km/h (später auf 140 km/h heraufgesetzt) bei kurzen Bremswegen und hohem Beschleunigungsvermögen aus. Die Beschleunigung von 0 auf 100 km/h entsprach dem eines Panhard & Levassor Dynamic, einem der leistungsfähigsten französischen PKW jener Zeit.
Das Design des vorn abgerundeten, von SOMUA gefertigten leichten Wagenkastens mit seitlich weit heruntergezogenen „Schürzen“ stammte von Henri Pacon. Seine Front wies, neben dem links angeordneten Führerstandsfenster, mittig ein bullaugenförmiges Fenster und darunter ein vertikal angebrachtes zweiteiliges Spitzensignal auf. Diese Anordnung der Lampen waren für die elektrischen Fahrzeuge der Relation Paris–Le Mans charakteristisch. Inspiriert dazu wurde Pacon von der von Raymond Loewy gestalteten GG1 der Pennsylvania Railroad. Wegen des Bullauges wurden die Fahrzeuge auch als „Œil de bœuf“ (Ochsenauge) bezeichnet.
Alle vier Achsen der auf zwei Drehgestellen ruhenden, 23,74 m langen Triebwagen waren angetrieben. Die Motoren der bei Alsthom gebauten Fahrzeuge lieferte Oerlikon. Bei einer Gesamt-Dauerleistung von 750 kW erlaubten sie Beschleunigungen von 0 auf 140 km/h in 72 Sekunden. Ihren Strom einer Gleichspannung von 1500 V bezogen sie über einen einzigen, über einem der beiden seitlichen Einstiegsbereiche am Führerstand 1 angebrachten Dachstromabnehmer. Widerstands- und Druckluftbremse vereint ermöglichten bei 140 km/h einen Bremsweg von nur 850 m, was einer mittleren Verzögerung von etwa 1,1 m/s² entspricht.
Der ungeteilte Innenraum der ursprünglich rubinrot mit perlgrauem Dach lackierten Triebwagen wies 79 Sitzplätze ausschließlich der 2. Wagenklasse auf. Asymmetrisch linksseitig an den Fahrzeugenden befanden sich die Führerstände; dem Führerstand 1 gegenüber war eine Toilette installiert, am anderen Ende beim Führerstand 2 lag ein Gepäckraum. Die Z 23800 hatten keine üblichen Zug- und Stoßeinrichtungen, waren aber mittels automatischer Kupplungen des Typs Boirault untereinander kuppelbar. Bis zu drei Triebwagen konnten in Mehrfachtraktion verkehren, ein vierter gegebenenfalls als nicht angetriebener Beiwagen mitgeführt werden.
Aus Kostengründen wurden nur fünf dieser Triebwagen gebaut, die im angedachten Sinn den Abschnitt zwischen Chartres und Le Mans bedienen sollten. Tatsächlich kamen sie jedoch hauptsächlich als „normale“ Personenzüge zwischen Paris Montparnasse und Le Mans zum Einsatz. Nachteilig wirkte sich der Umstand aus, dass sie nicht mit herkömmlichen Beiwagen kuppelbar waren. Im Jahr 1950 wurde die Baureihe in Z 3800 umgezeichnet, nach 1966 das ungewöhnliche Spitzensignal durch die Standardform – zwei horizontal angeordnete Lampen – ersetzt.
Stationiert waren die Triebwagen anfangs im Betriebswerk Montrouge, später in Chartres und ab 1941 in Le Mans. 1975 wurden die Fahrzeuge, von denen keines erhalten blieb, abgestellt. 

## Sonstiges
Zeitgleich mit den Z 23800 wurden die zweiteiligen Triebwagen der Baureihe Z 23700 („Automotrices des grandes banlieues“) für den schnellen Vorortverkehr der ÉTAT auf derselben Strecke gebaut.